# デルタ航空1141便墜落事故
デルタ航空1141便墜落事故 (デルタこうくう1141びんついらくじこ)とは、1988年にダラス・フォートワース国際空港で発生したデルタ航空のボーイング727による離陸失敗事故である。この事故で乗員乗客108人のうち14人が死亡し、76人が負傷した:v。

## 概要

### 事故機
- 使用機材：ボーイング727-232Adv
  - エンジン：プラット・アンド・ホイットニー JT8D[1]:6–7
  - 機体記号：N473DA[2]
  - 製造年：1973年11月
  - 総飛行時間：43,023時間

### 乗務員
- 機長：ラリー・ロン・デイビス (48) - 1965年10月18日から22年10ヶ月間勤務したデルタ航空のパイロット。1975年5月22日にDC-9の機長となったが、その後すぐL-1011に副操縦士として乗務する事になった。1988年7月28日よりB727の機長となり、事故当時でのB727の総飛行時間は7,000時間以上だった[3][4]。
- 副操縦士：キャリー・ウィルソン・カークランド (37) - 1979年1月26日から9年8ヶ月間勤務したデルタ航空のパイロット。1987年に操縦資格試験へ合格し、同年12月6日よりB727の副操縦士となった。事故当時でのB727の総飛行時間は6,500時間以上だった[3][4]。
- 航空機関士：スティーブン・マーク・ジャッド (31) - 1987年11月20日から9ヶ月11日間勤務したデルタ航空のエンジニア。トレーニングプログラムを通過した後、1988年1月20日に航空機関士の資格を取得。事故当時でのB727の総飛行時間は3,000時間以上だった[3][5]。
- 客室乗務員：4人[6]

## 事故発生
1141便はジャクソン・エヴァース国際空港発ソルトレイクシティ国際空港行きの定期旅客便で、経由地としてダラス・フォートワース国際空港 (以下、DFWと記載)へ立ち寄っていた:6–7。ジャクソンからDFWへのフライトは通常通りで、1141便は中部夏時間の7時38分、DFWに到着した:1。
8時30分、1141便はDFWのゲートを出発し、地上管制官によって滑走路18Lへのタキシング許可が出された:2。1141便は離陸を待つ航空機の列に並ぶよう指示された後、離陸して行った別のデルタ航空機 (B727)の後方乱気流が発生した可能性がある為、1分ほど待機した。その後、待機する時間を2分に延長したいと管制官に要求し、その間一年ほど前に発生したコンチネンタル航空1713便離陸失敗事故について客室乗務員と話していた。
8時59分、管制官から離陸許可が下り、滑走を開始した。メインギアが地面を離れた瞬間、機体が左右に大きく揺れ始め、機体の尾翼部が滑走路と接触した:2。約650フィート (200 m)ほど飛んだ後、右翼の端が滑走路に接触:14。その後エンジンがサージングを起こしたため、十分な高度が得られず、安定した飛行を維持出来なかった:70。これにより1141便は、滑走路を約900フィート (270 m)ほど超えた後、ILSローカライザーアンテナに激突し右翼が炎上:14–16,84。衝突後も約400フィート (120 m)ほど飛行し続けた後、地面に激突。尾翼部の残骸を残して約800フィート (240 m)ほど横滑りし:14、最終的に滑走路から3,200フィート (980 m)離れた地点で停止した。これにより機体は機首がへし折れ、右翼の火災が機体後部にまで及んだ:30。また離陸してから地面に激突するまでおよそ22秒間飛行した:55。

## 死傷者

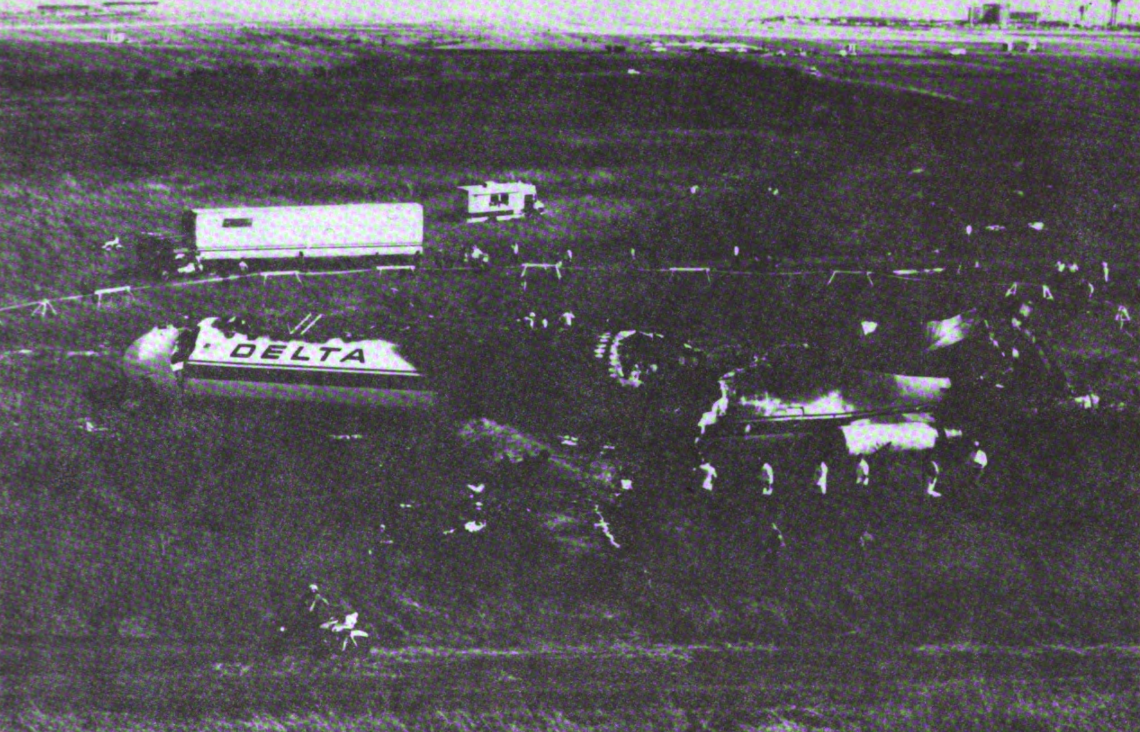
事故機の残骸

この事故で4人の客室乗務員の内2人と、101人の乗客の内12人が死亡した:5。健康診断では、死亡者の内1人を除く全員が煙を吸引した事で死亡したと診断された:30。死亡した1人の乗客は一度は飛行機から無事に脱出したが、まだ機内に閉じ込められている妻や他の乗客を救うため機内に再突入し重度の火傷を負い:5、その傷がもとで事故の11日後に死亡した:30。
デイビス機長、カークランド副操縦士、2人の客室乗務員と22人の乗客が重傷を負い、ジャッド航空機関士と49人の乗客が軽傷を負った。残る18人の乗客に怪我はなかった。

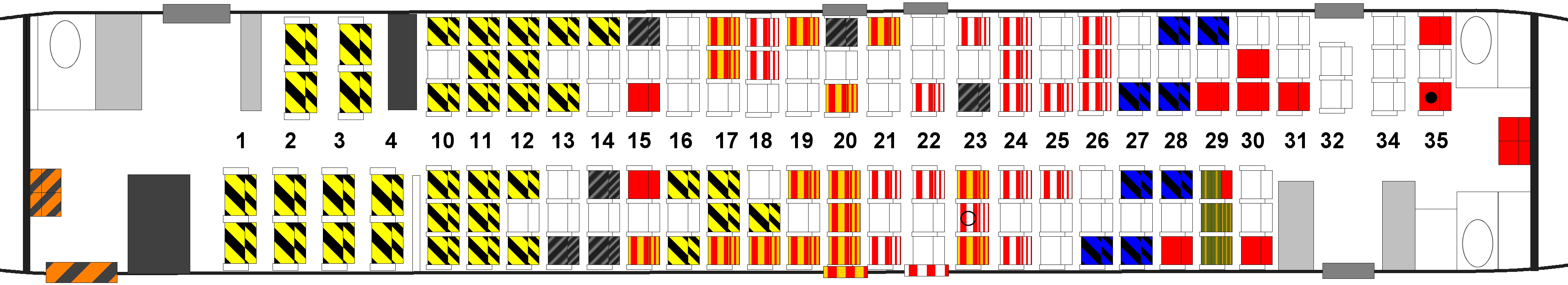
1141便の座席表。表の見方はここを参照

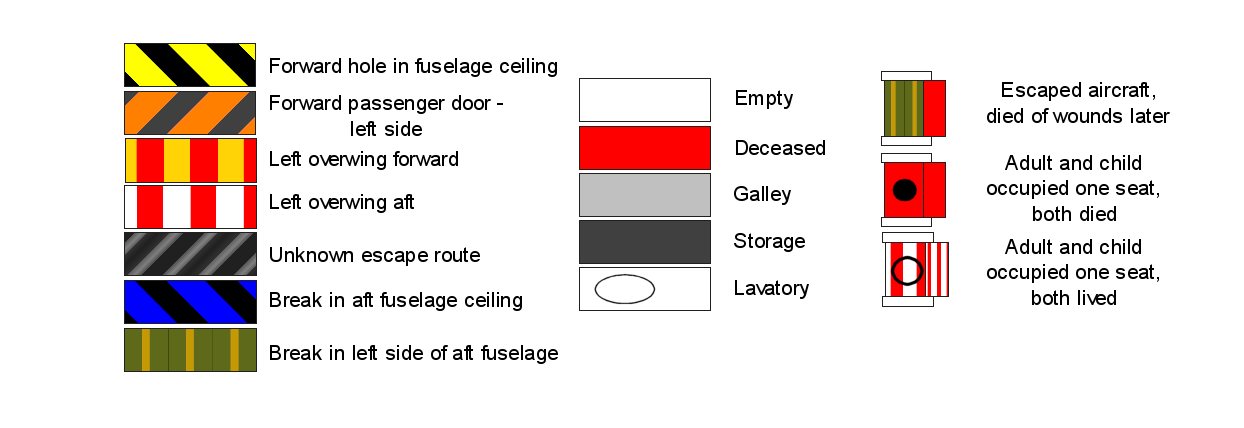
座席表の見方。赤で塗りつぶされた席が死亡者の座席で、後方に集中している

## 事故原因
国家運輸安全委員会 (NTSB)が事故調査を担当した。

### 機体の状態
事故の目撃者によると、機首が急上昇し機体が左右に大きくバンクした後、制御不能に陥ったと報告した:5。NTSBの残骸調査より、滑走路18Lからおよそ900フィート (270 m)の地点にあるILSローカライザーアンテナに衝突した事が分かった:14–16。また第3エンジンが尾部から脱落し、ジェット燃料が漏れ出た事が機体胴体部に素早く火災が広がった原因だと判明した:14–16。
そこで調査官はなぜ機体は上昇する事が出来なかったのかを調べた。機体の性能調査を行うと、フラップとスラットを展開されていない事が明らかとなった:70。機長は機首を上げようと操縦桿を引き続けた事で、翼の上で気流が乱れ、胴体後方のエンジンへの空気の流れが不安定になった。その結果、コンプレッサーストールが発生した:70。その後、機体の速度がさらに落ち始め、十分に上昇できないままILSローカライザーアンテナに激突した。しかし、コンプレッサーのサージがエンジンの推力を大幅に減少させることはなく、飛行機が速度を上げることができなかったのは、エンジン推力の損失よりも高い迎角に起因する航空機の空力抵抗による事も判明した:70。またコックピット・ボイス・レコーダー (CVR)を調べると、離陸前の確認の際、フラップとスラットの展開を確認する声やフラップレバーを操作する音が記録されていなかった事から:71、パイロットが離陸前チェックリスト実行の際にフラップやスラットの展開を忘れた事で離陸出来なかったと結論付けた:71。
CVRの調査により、離陸前の設定が完了していない状態で離陸しようとすると作動するはずの離陸警報装置(TOWS)が作動していなかった事が判明した:71。事故機は以前、タキシング中に警報が誤作動するのを防ぐために、TOWSをボーイング社の指示に従って改造していた:36。事故後に連邦航空局 (FAA)が行ったB727検査では、検査した1,990機の内、35機のTOWSが改造されていた:40。FAAはB727のTOWSを航空機のスロットルで作動するシステムからエンジン圧力比(EPR)で作動するシステムに変更するよう勧告していた。デルタ航空はEPR対応のTOWSが配備されているB727を所有していたが、それらは全て他の航空会社から買収したものであり、デルタ航空は自身が保有するB727のTOWSをEPR対応に変更していなかった:40。

### 乗務員と航空会社
次に、NTSBは操縦士と事故との関係を調査した:73。FAAの規則では、離陸時にステライル・コックピット・ルールを遵守するよう定められている。つまり、航空機に関係のない会話が出来ない事を意味しているが、1141便のCVRにはコンチネンタル航空1713便の事故に関してや乗務員のデート習慣、離陸前には1988年アメリカ合衆国大統領選挙や粉末ジュースなど飛行に関係のない会話が記録されていた。操縦士の内、副操縦士は積極的にこの不必要な会話へ参加していたが、機長は時折会話に参加する程度だった:72。しかし、機長は積極的に会話へ参加しなかったにもかかわらず、副操縦士や客室乗務員へ注意する事が出来なかった:73。NTSBはこれらを踏まえて、機長がコックピット内の管理を積極的に行っていれば、事故は防げた可能性があると結論付けた:74。
事故後行われた聴聞会の直後に、デイビス機長とカークランド副操縦士はデルタ航空から解雇された。しかし、パイロットだけでなくデルタ航空側にも問題があり、航空会社は標準化された操縦士のコックピット管理を正しく行うよう勧告しておらず、操縦行為自体が自由になっていた:72。この様な緩い企業理念が1141便のパイロットの乏しい訓練や飛行能力に悪影響を与える結果となってしまった:93。またNTSBは、FAAがすでに操縦士の飛行能力に関するデルタ航空の業務管理が疎かになっていることを認識していたにもかかわらず、デルタ航空とFAAのどちらも操縦士の飛行能力不足を解消するための正しい措置を取っていなかった事を突き止めた:93。

### 最終報告書と反対意見
1989年9月26日、NTSBは最終報告書を発表した。それによれば事故原因として主に2つ挙げられた:94。
- 1.不適切な訓練により、操縦士達がフラップ及びスラットを展開し忘れたこと。
- 2.航空機の離陸警報装置 (TOWS)が意図的に改造されていたために、警報が作動せず操縦士へ警告する事が出来なかったこと。

これら事故原因のいずれも、デルタ航空が運航乗務員管理プログラム変更の実施が遅かったことや、それらの欠陥を修正するよう航空会社へ勧告しなかったFAA、およびFAAが実施する航空会社検査工程内での説明責任の欠如に起因していた:94。
調査委員会の一人であるジム・バーネットはNTSBの調査結果に対し異議を唱えた。バーネット氏は事故報告書の調査結果には賛同したが、FAAやデルタ航空の行動は単に要因に起因するものではなく、事故の直接的な原因であったと考えた:96–97。バーネット氏の意見は最終報告書に3番目の事故原因として書き加えられた:99。

"また、事故は、適切なコックピット管理手続きを育成するために飛行士プログラムの訓練を通して、パイロットが習得する統率力や指導内容に対するデルタ航空の管理が不十分であったことや、デルタ航空の飛行士プログラムにおける欠陥をFAAは正しく認識していたにもかかわらず、それを放置していたことによって引き起こされた。"

## 事故の影響
事故後、NTSBは特に機長と副操縦士に事故の責任があり、航空機関士に過失は無かったと述べたが、機関士は既にデルタ航空を退職していた。元海軍パイロットだった機関士は退職後、ダラス海軍航空基地で予備役のパイロットとして勤務していたが、後にデルタ航空へ職場復帰した。
1141便がなぜ離陸に失敗したのかをCVRテープを元に検証する報道について、パイロット達からCVRの音声を流出させることは法律上禁止されていると非難が相次いだ。例外として、NTSBが他の安全委員会へCVRテープや写しを提供することは容認されているが、NTSBが実際の音声を外部へ流出させることも同様に禁止されている。

## 映像化
- メーデー!:航空機事故の真実と真相 第16シーズン第3話「Deadly Distraction」